# Mojados
Mojados is een gemeente in de Spaanse provincie Valladolid in de regio Castilië en León met een oppervlakte van 46,21 km². Mojados telt 3.232 inwoners (1 januari 2016).